# Tarran Mackenzie
Tarran Mackenzie (Stirling, Escocia, Reino Unido, 25 de octubre de 1995) es un piloto de motociclismo británico que participa en el Campeonato Mundial de Superbikes con el equipo Petronas MIE Racing Honda Team. Él es el hijo menor del excorredor Niall Mackenzie.

## Biografía
Tarran Mackenzie es el menor de los dos hermanos Mckenzie su hermano Taylor le lleva dos años de diferencia, ambos son hijos de Niall Mackenzie.
En 2016, compitió en el Campeonato Británico de Supersport montando una motocicleta Kawasaki y logró hacerse con el título en su primera temporada en la categoría. En 2017 compitiendo para el equipo McCams Yamaha Team logró ganar las primeras tres rondas del campeonato y por esa razón el Kiefer Racing se interesó en el y el 11 de mayo de 2017 fue confirmado para correr toda la temporada de Moto2 a partir del Gran Premio de Francia en lugar de Danny Kent que había dejado el equipo durante el Gran Premio de las Américas.

## Estadísticas

### Campeonato del Mundo de Motociclismo

#### Por temporada
| Temp. | Cat.  | Moto  | Equipo        | Carreras | Victorias | Podios | Poles | V.Ráp. | Pts | Pos  |
| ----- | ----- | ----- | ------------- | -------- | --------- | ------ | ----- | ------ | --- | ---- |
| 2017  | Moto2 | Suter | Kiefer Racing | 13       | 0         | 0      | 0     | 0      | 1   | 37.º |
| Total |       |       |               | 13       | 0         | 0      | 0     | 0      | 1   |      |

#### Carreras por año
(Carreras en negrita indica pole position, carreras en cursiva indica vuelta rápida)
| Año  | Clase | Moto  | 1   | 2   | 3   | 4   | 5       | 6      | 7       | 8      | 9      | 10     | 11     | 12     | 13      | 14     | 15     | 16     | 17     | 18     | Pos. | Pts |
| ---- | ----- | ----- | --- | --- | --- | --- | ------- | ------ | ------- | ------ | ------ | ------ | ------ | ------ | ------- | ------ | ------ | ------ | ------ | ------ | ---- | --- |
| 2017 | Moto2 | Suter | QAT | ARG | AME | SPA | FRA Ret | ITA 27 | CAT Ret | NED 25 | GER 23 | CZE 26 | AUT 20 | GBR 30 | RSM Ret | ARA 27 | JPN 15 | AUS 22 | MAL WD | VAL 24 | 37.º | 1   |

### Campeonato Británico de Superbikes

#### Por temporada
| Temp. | Moto          | Equipo       | Carreras | Victorias | Podios | Poles | V.Rap. | Pts  | Pos  |
| ----- | ------------- | ------------ | -------- | --------- | ------ | ----- | ------ | ---- | ---- |
| 2018  | Yamaha YZF-R1 | McAMS Yamaha | 23       | 0         | 4      | 0     | 1      | 163  | 10.º |
| 2019  | Yamaha YZF-R1 | McAMS Yamaha | 23       | 1         | 5      | 1     | 1      | 566  | 5.º  |
| 2020  | Yamaha YZF-R1 | McAMS Yamaha | 18       | 2         | 6      | 0     | 3      | 215  | 5.º  |
| 2021  | Yamaha YZF-R1 | McAMS Yamaha | 31       | 10        | 19     | 1     | 6      | 1202 | 1.º  |
| 2022  | Yamaha YZF-R1 | McAMS Yamaha | 18       | 3         | 9      | 0     | 5      | 1031 | 7.º  |
| Total |               |              | 113      | 16        | 43     | 2     | 16     | 3177 |      |

#### Carreras por año
(Carreras en negrita indica pole position, carreras en cursiva indica vuelta rápida)
| Año  | Moto   | 1      | 1       | 2      | 2     | 3     | 3       | 3     | 4       | 4       | 5       | 5      | 6       | 6       | 7       | 7       | 8      | 8       | 9     | 9       | 9     | 10    | 10     | 11     | 11      | 12     | 12      | 12      | Pos  | Pts |
| Año  | Moto   | R1     | R2      | R1     | R2    | R1    | R2      | R3    | R1      | R2      | R1      | R2     | R1      | R2      | R1      | R2      | R1     | R2      | R1    | R2      | R3    | R1    | R2     | R1     | R2      | R1     | R2      | R3      | Pos  | Pts |
| ---- | ------ | ------ | ------- | ------ | ----- | ----- | ------- | ----- | ------- | ------- | ------- | ------ | ------- | ------- | ------- | ------- | ------ | ------- | ----- | ------- | ----- | ----- | ------ | ------ | ------- | ------ | ------- | ------- | ---- | --- |
| 2018 | Yamaha | DON 18 | DON DNS | BRH 11 | BRH 9 | OUL 9 | OUL Ret |       | SNE 6   | SNE Ret | KNO 14  | KNO 11 | BRH Ret | BRH 5   | THR 9   | THR 5   | CAD 8  | CAD Ret | SIL 3 | SIL Ret | SIL 2 | OUL 7 | OUL 4  | ASS 3  | ASS Ret | BRH 3  | BRH DNS | BRH DNS | 10.º | 163 |
| 2019 | Yamaha | SIL 2  | SIL 1   | OUL 8  | OUL 5 | DON 2 | DON 5   | DON 4 | BRH DNS | BRH DNS | KNO Ret | KNO 2  | SNE 3   | SNE Ret | THR DNS | THR DNS | CAD 13 | CAD 12  | OUL 8 | OUL 9   | OUL 7 | ASS 7 | ASS 13 | DON 12 | DON 9   | BRH 11 | BRH 4   | BRH 6   | 5.º  | 566 |

| Año  | Moto   | 1     | 1     | 1     | 2     | 2     | 2     | 3      | 3       | 3      | 4       | 4      | 4     | 5     | 5     | 5     | 6       | 6       | 6       | 7      | 7      | 7      | 8       | 8     | 8     | 9       | 9       | 9       | 10    | 10    | 10      | 11    | 11    | 11    | Pos | Pts  |
| Año  | Moto   | R1    | R2    | R3    | R1    | R2    | R3    | R1     | R2      | R3     | R1      | R2     | R3    | R1    | R2    | R3    | R1      | R2      | R3      | R1     | R2     | R3     | R1      | R2    | R3    | R1      | R2      | R3      | R1    | R2    | R3      | R1    | R2    | R3    | Pos | Pts  |
| ---- | ------ | ----- | ----- | ----- | ----- | ----- | ----- | ------ | ------- | ------ | ------- | ------ | ----- | ----- | ----- | ----- | ------- | ------- | ------- | ------ | ------ | ------ | ------- | ----- | ----- | ------- | ------- | ------- | ----- | ----- | ------- | ----- | ----- | ----- | --- | ---- |
| 2020 | Yamaha | DON 7 | DON 7 | DON 6 | SNE 7 | SNE 7 | SNE 6 | SIL 1  | SIL Ret | SIL 2  | OUL 9   | OUL 6  | OUL 9 | DON 4 | DON 3 | DON 1 | BRH 3   | BRH Ret | BRH 2   |        |        |        |         |       |       |         |         |         |       |       |         |       |       |       | 5.º | 215  |
| 2021 | Yamaha | OUL 5 | OUL 6 | OUL 4 | KNO 6 | KNO 3 | KNO 3 | BRH 1  | BRH 3   | BRH 2  | THR 9   | THR 2  | THR 7 | DON 3 | DON 1 | DON 7 | CAD Ret | CAD DNS | CAD DNS | SNE 1  | SNE 2  | SNE 1  | SIL Ret | SIL 1 | SIL 2 | OUL 1   | OUL 3   | OUL 5   | DON 7 | DON 1 | DON Ret | BRH 1 | BRH 1 | BRH 1 | 1.º | 1202 |
| 2022 | Yamaha | SIL   | SIL   | SIL   | OUL   | OUL   | OUL   | DON 10 | DON 6   | DON 11 | KNO DNS | KNO 10 | KNO 8 | BRH 2 | BRH 1 | BRH 1 | THR 2   | THR 2   | THR 1   | CAD 11 | CAD 11 | CAD 10 | SNE 2   | SNE 2 | SNE 3 | OUL Ret | OUL DNS | OUL DNS | DON   | DON   | DON     | BRH   | BRH   | BRH   | 7.º | 1031 |

### Campeonato Mundial de Supersport

#### Por temporada
| Temp. | Moto           | Equipo                            | N.º   | Carreras | Victorias | Podios | Poles | V.Rap. | Pts. | Pos. |
| ----- | -------------- | --------------------------------- | ----- | -------- | --------- | ------ | ----- | ------ | ---- | ---- |
| 2023  | Honda CBR600RR | Petronas MIE-MS Racing Honda Team | 95    | 24       | 1         | 1      | 0     | 0      | 42   | 18.º |
| Total | Total          | Total                             | Total | 24       | 1         | 1      | 0     | 0      | 42   |      |

#### Carreras por año
(Carreras en negrita indica pole position, carreras en cursiva indica vuelta rápida)
| Año  | Moto  | 1     | 1      | 2      | 2      | 3      | 3      | 4      | 4      | 5       | 5       | 6       | 6      | 7      | 7       | 8      | 8     | 9      | 9      | 10     | 10     | 11     | 11     | 12     | 12     | Pos. | Pts. |
| Año  | Moto  | R1    | R2     | R1     | R2     | R1     | R2     | R1     | R2     | R1      | R2      | R1      | R2     | R1     | R2      | R1     | R2    | R1     | R2     | R1     | R2     | R1     | R2     | R1     | R2     | Pos. | Pts. |
| ---- | ----- | ----- | ------ | ------ | ------ | ------ | ------ | ------ | ------ | ------- | ------- | ------- | ------ | ------ | ------- | ------ | ----- | ------ | ------ | ------ | ------ | ------ | ------ | ------ | ------ | ---- | ---- |
| 2023 | Honda | AUS 5 | AUS 16 | INA 14 | INA 14 | NED 20 | NED 20 | SPA 27 | SPA 23 | ITA Ret | ITA Ret | GBR Ret | GBR 23 | ITA 21 | ITA Ret | CZE 17 | CZE 1 | FRA 24 | FRA 20 | SPA 26 | SPA 22 | POR 22 | POR 20 | SPA 19 | SPA 14 | 18.º | 42   |

### Campeonato Mundial de Superbikes

#### Por temporada
| Temp. | Motocicleta       | Equipo                         | Carreras | Victorias | Podios | Poles | V.Rap. | Pts. | Pos. |
| ----- | ----------------- | ------------------------------ | -------- | --------- | ------ | ----- | ------ | ---- | ---- |
| 2024  | Honda CBR1000RR-R | Petronas MIE Racing Honda Team | 28       | 0         | 0      | 0     | 0      | 7    | 23.º |
| Total | Total             | Total                          | 28       | 0         | 0      | 0     | 0      | 7    |      |

- * Temporada en curso.

#### Carreras por año
(Carreras en negrita indica pole position, carreras en cursiva indica vuelta rápida)
| Año  | Moto  | 1      | 1       | 1      | 2      | 2      | 2      | 3      | 3      | 3      | 4       | 4      | 4      | 5       | 5       | 5       | 6   | 6   | 6   | 7   | 7   | 7   | 8       | 8      | 8      | 9       | 9      | 9       | 10     | 10     | 10     | 11     | 11     | 11      | 12     | 12     | 12      | Pos. | Pts. |
| Año  | Moto  | R1     | CS      | R2     | R1     | CS     | R2     | R1     | CS     | R2     | R1      | CS     | R2     | R1      | CS      | R2      | R1  | CS  | R2  | R1  | CS  | R2  | R1      | CS     | R2     | R1      | CS     | R2      | R1     | CS     | R2     | R1     | CS     | R2      | R1     | CS     | R2      | Pos. | Pts. |
| ---- | ----- | ------ | ------- | ------ | ------ | ------ | ------ | ------ | ------ | ------ | ------- | ------ | ------ | ------- | ------- | ------- | --- | --- | --- | --- | --- | --- | ------- | ------ | ------ | ------- | ------ | ------- | ------ | ------ | ------ | ------ | ------ | ------- | ------ | ------ | ------- | ---- | ---- |
| 2024 | Honda | AUS 19 | AUS Ret | AUS 18 | SPA 16 | SPA 20 | SPA 17 | NED 14 | NED 17 | NED 11 | ITA Ret | ITA 18 | ITA 19 | GBR Ret | GBR DNS | GBR DNS | CZE | CZE | CZE | POR | POR | POR | FRA Ret | FRA 18 | FRA 18 | ITA Ret | ITA 23 | ITA Ret | SPA 18 | SPA 19 | SPA 18 | POR 18 | POR 19 | POR Ret | SPA 24 | SPA 21 | SPA Ret | 23.º | 7    |

- * Temporada en curso.